# Hyssia hampsoni
Hyssia hampsoni är en fjärilsart som beskrevs av Max Wilhelm Karl Draudt 1924. Hyssia hampsoni ingår i släktet Hyssia och familjen nattflyn. Inga underarter finns listade i Catalogue of Life.